# Site Diggity
Le site Diggity est un site historique provincial du Nouveau-Brunswick. Il est situé dans la Paroisse de McAdam, le long du ruisseau Diggity, près de son embouchure dans le lac Spednic. Il est situé tout près de la route 630. C'est l'un des rares sites utilisés par les Amérindiens à l'intérieur des terres dont on connaît l'existence.
L'endroit est un site historique provincial depuis le 13 décembre 1990, en raison des découvertes archéologiques qui y ont été faites et qui fournissent des indices sur la vie des Amérindiens il y a 2 000 ans.

## Fouilles
Ce site pourrait aider à déterminer s'il existait une seule population vivant sur la côte et se déplaçant dans les terres sur une base saisonnière ou s'il existait une autre population à l'intérieur des terres. Lors de fouilles effectuées par le gouvernement provincial en 1993, les archéologues ont découvert de nombreux ossements d’animaux, principalement du castor. La quantité d'outils de pierre utilisés pour gratter les peaux indique que le travail du cuir était une activité importante. Par ailleurs, de minuscules graines carbonisées découvertes dans les restes d'âtres démontrent que les occupants du site se nourrissaient de petits fruits séchés. L'un des feux contenait également trois éclats de poterie couvrant une période de plus de deux mille ans. Les résidus provenant des récipients à cuisson ont été analysés pour déterminer les ingrédients utilisés à l’époque pour préparer les repas.